# Jane Bess
Jane Bess, o Jane Beß (28 novembre 1894 – ...), è stata una sceneggiatrice tedesca che iniziò la sua carriera all'epoca del muto.

## Filmografia
- Die Erbschaft von New York, regia di Wolfgang Neff (1919)
- Sklaven des Kapitals, regia di Wolfgang Neff (1919)
- Seine Kammerzofe, regia di Bruno Ziener (1919)
- Eine Frauenschönheit unter dem Seziermesser, regia di Wolfgang Neff e Heinz Sarnow (1920)
- Das Geheimnis der Mitternachtsstunde, regia di Wolfgang Neff (1920)
- Der Plan der Drei, regia di Wolfgang Neff (1920)
- Der Mann in der Falle, regia di Wolfgang Neff (1920)
- Die Sklavenhalter von Kansas-City, regia di Wolfgang Neff (1920)
- Nat Pinkerton im Kampf, 1. Teil - Das Ende des Artisten Bartolini , regia di Wolfgang Neff (1920)
- Aapachenrache, 4. Teil - Der Affenmensch, regia di Wolfgang Neff (1920)
- Der Unerkannte
- Rafaello - Das Rätsel von Kopenhagen 1
- Der Spitzel
- Der schwarze Gast
- Das grüne Plakat, regia di Wolfgang Neff (1920)
- Das Geheimnis der Spielhölle von Sebastopol
- Das Achtgroschenmädel, Teil 1, regia di Wolfgang Neff (1921)
- Das Achtgroschenmädel. Jagd auf Schurken. 2. Teil , regia di Wolfgang Neff (1921)
- Großstadtmädels - 3. Teil, regia di Wolfgang Neff (1921)
- Hände hoch, regia di Wolfgang Neff (1921)
- Kinder der Strasse (Kinder der Straße), regia di Wolfgang Neff (1921)

- Schande, regia di Siegfried Dessauer (1922)
- Ledige Töchter, regia di Carl Boese (1926)
- La principessa del circo (Die Zirkusprinzessin), regia di Victor Janson (1929)
- Hilfe! Überfall!, regia di Johannes Meyer (1931)